# Catephia triphaenoides
Catephia triphaenoides là một loài bướm đêm trong họ Erebidae.